# Sowietskaja (Kraj Stawropolski)
Sowietskaja (ros. Советская) – stanica w Rosji, w Kraju Stawropolskim, w rejonie kirowskim. W 2010 liczyła 7970 mieszkańców.